# アクアパーク品川
マクセル アクアパーク品川（マクセル アクアパークしながわ）は、東京都港区高輪にある品川プリンスホテルの敷地内に所在する水族館。旧称はエプソン アクアパーク品川、エプソン 品川アクアスタジアム。

## 概要

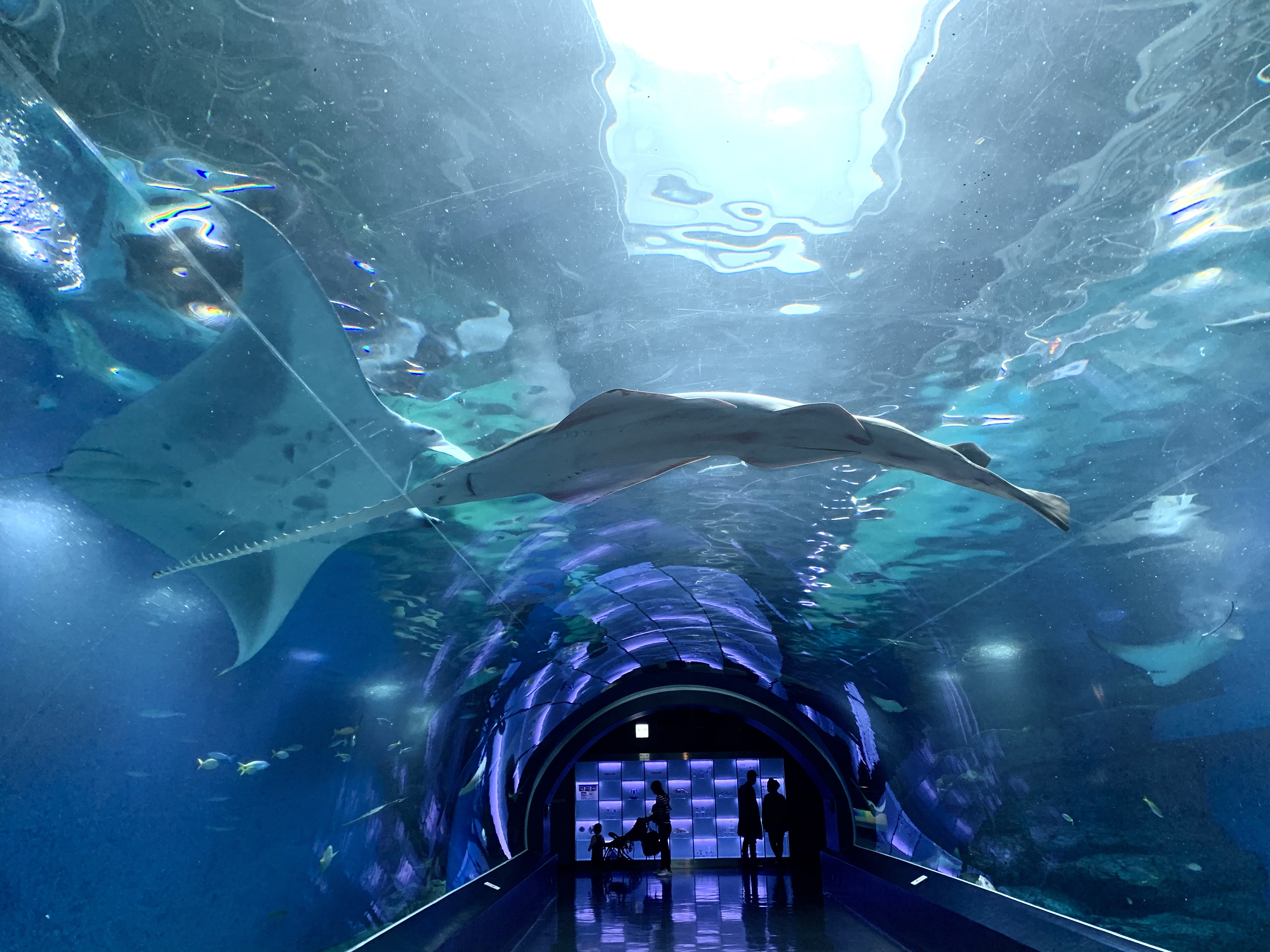
ワンダーチューブのナンヨウマンタ と グリーン・ソーフィッシュ

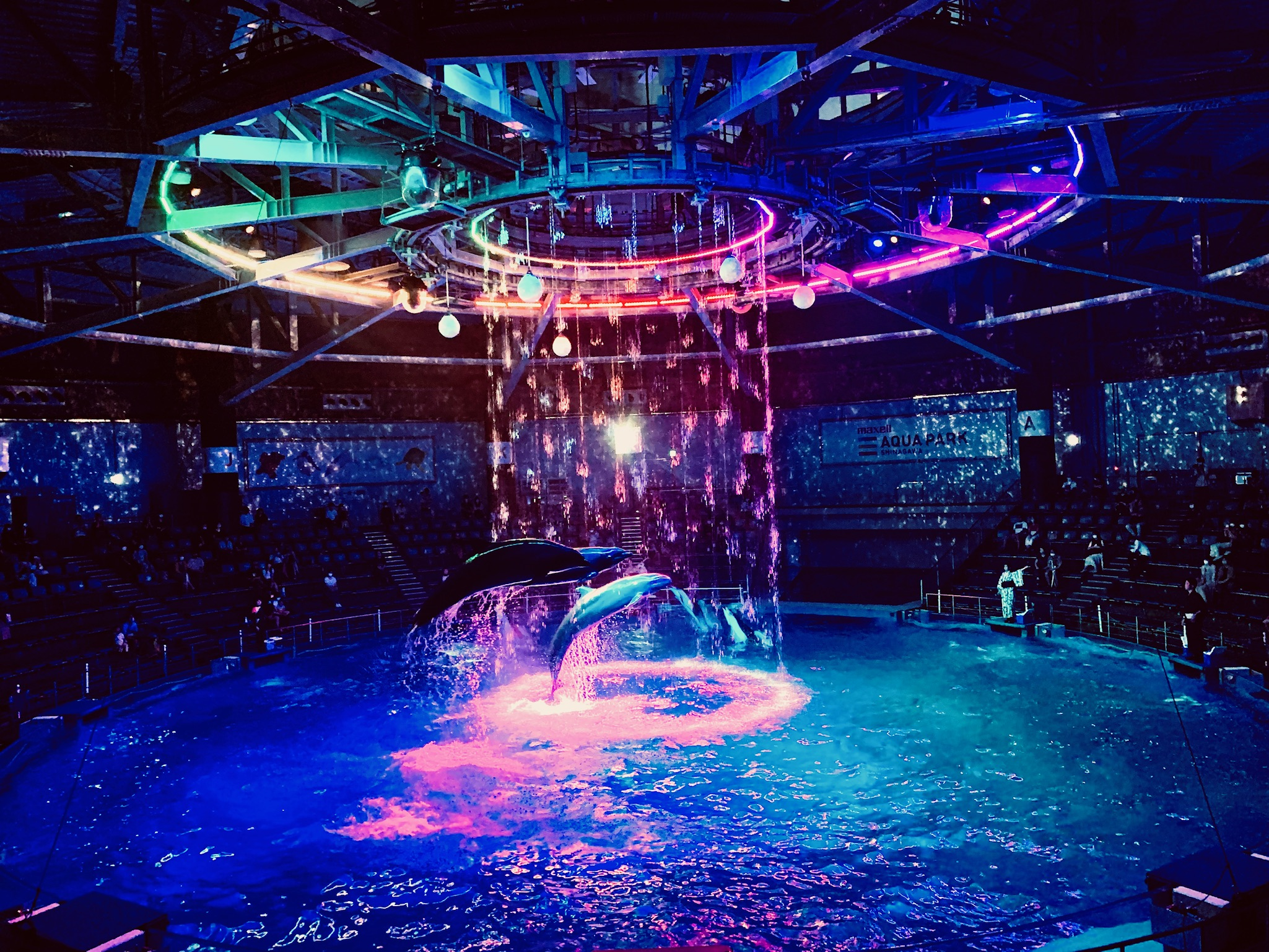
ザ・スタジアムでのイルカショー

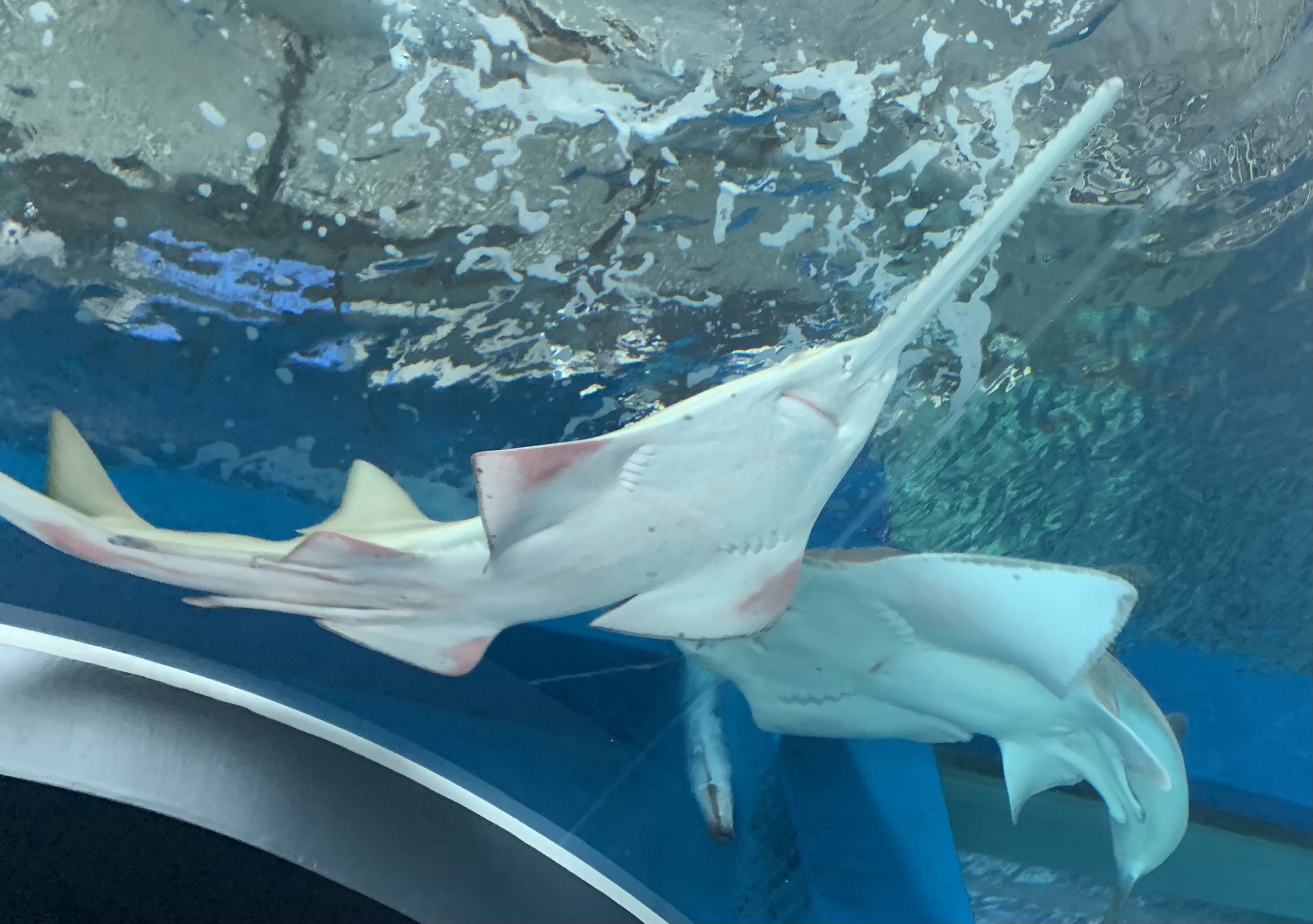
世界で唯一展示されるドワーフ・ソーフィッシュ

旧品川プリンスホテルボウリングセンター（アネックスタワー内に移設）跡地に建設された。エプソン販売がネーミングライツを取得し、2005年4月8日に「エプソン 品川アクアスタジアム」として開業した。
東京での本格的な都市型水族館の開業は、品川区のしながわ水族館以来であり、総水量の74%を自社で開発した人工海水で運営する。当館では屋内アトラクションの設置や、水族館での貸切パーティー・ウェディングなども行われている。堤義明の実娘が2004年開業のドルフィンファンタジーと同じくプランニングを手がけたことで知られている。
品川プリンスシネマや品川プリンスホテルアネックスタワーに隣接している。屋上は駐車場となっており、そこからアネックスタワーの7階（フロント階）に入れるようになっている。
2015年1月5日よりリニューアル工事のため営業を休止。施設名称を「エプソン アクアパーク品川」と改称のうえ、7月10日にリニューアルオープンした。
2016年4月1日、エプソン販売との命名権契約期間の満了に伴い、名称が「アクアパーク品川」となった。また2017年10月26日、マクセルホールディングス（現：マクセル）がネーミングライツを3年間の契約で取得。これにより2017年12月1日より、名称が「マクセル アクアパーク品川」に変更された。
ザ・スタジアムは1350座席ありウォーターカーテン、プロジェクションマッピングを使ったカマイルカ・バンドウイルカ・オキゴンドウのショーが行われる。
かつて運動音痴で有名な「ラッキー」という名前のカマイルカが人気を呼んでおり、テレビや雑誌でも何度も取材されたが、2009年8月2日に亡くなった。現在でも絵本やストラップなどのグッズも販売されている。
ワンダーチューブではナンヨウマンタを始めとした10種以上のエイが飼育されている。この水槽内で飼育されている4尾のノコギリエイの一種ドワーフソーフィッシュは現在、世界で唯一飼育されている。

## 施設

### 現在

#### ライド・アトラクション
いずれも泉陽興業製である。エプソン品川アクアスタジアム時代から現存するものとしては今も健在。
- ドルフィンパーティ（メリーゴーラウンド）
- ポート・オブ・パイレーツ（バイキング（演出型グレートポセイドン））

#### グランドフロア（1階）
- パークエントランス
- マジカルグラウンド
- コーラルカフェバー
- ジェリーフィッシュランブル

#### アッパーフロア（2階）
- ザ・スタジアム
  - 旧称は、イルカプール。
- リトルパラダイス
  - 旧称は、サンゴ礁の魚たち、マングローブからサンゴの海へ。
- ワンダーチューブ
  - 旧称は、トロピカルフィッシュの海中トンネル。
- ライフミュージアム
  - 旧称は、マリンアートミュージアム。
- アクアジャングル
- ワイルドストリート
- フレンドリースクエア

#### 売店・ショップ
- ザ スタジアム内売店
- IN THE BLUE

### 過去
エプソン品川アクアスタジアム時代
- ギャラクシーエクスプレス999
  - 跡地は現在コーラルカフェバーおよびジェリーフィッシュランブルとなっている。
- バーチャルライドシアター
  - 跡地は現在、チケットセンターとなっている。
- カフェ＆ビアホール「ポート・オブ・パイレーツ」
  - 跡地は現在パークエントランスおよびマジカルグラウンドのアトリウムエリア「カラーズ」となっている。
- アシカプール
  - 跡地は現在、アクアジャングルとなっている。
- 海の人気者
  - 現在のライフミュージアムの水槽。ゴマフアザラシは現在、ワイルドストリートで飼育されている。
- 深海の生きものたち
- 氷の海の生きものたち
- 東京湾の生きものたち
  - 跡地は現在、ワイルドストリートとなり、オットセイ、コツメカワウソを飼育している。
- あたたかい海のエビたち
  - 現在のリトルパラダイスの一部。
- アクアダイニング トロピクス

## ステラボール
ステラボールは、松任谷由実がライブホールのプロデュースと命名を行なったライブハウス。アクアパーク品川内にあり、1階はスタンディング（1,758名）、シートスタイル（750名）のいずれにも対応していて、2階はテラスフロアとVIP席（126名）。
2017年8月1日から2018年5月6日までエンターテインメント集団「フエルサ ブルータ」の体験型エンターテインメント「WA!」の公演が開催された。
2018年8月5日、ベストボディ・ジャパンプロレスリングの旗揚げ戦が開催された。

## 建設概要
- 設計 - 大建設計
- 施工 - 横浜八景島株式会社
- 竣工 - 2015年4月
- 延床面積 - 11,535㎡
- 総水量 - 4,800t

## 所在地・アクセス
所在地：東京都港区高輪4丁目10-30 品川プリンスホテル内
- 新幹線・JR線・京急線 品川駅(高輪口)徒歩約2分[12]。
- 京急空港線 羽田空港第1・第2ターミナル駅から14分[12]。
- 京急空港線 羽田空港第3ターミナル駅から11分[12]。